# Varzan
Varzan (persiska: ورزن) är en ort i Iran.   Den ligger i provinsen Alborz, i den norra delen av landet, 50 km nordväst om huvudstaden Teheran. Varzan ligger 2 178 meter över havet och antalet invånare är 287.
Terrängen runt Varzan är bergig österut, men västerut är den kuperad. Runt Varzan är det mycket tätbefolkat, med 1 819 invånare per kvadratkilometer. Närmaste större samhälle är Āsārā, 6,7 km öster om Varzan. Trakten runt Varzan består i huvudsak av gräsmarker.